# OS X 10.11
OS X El Capitan (wersja 10.11) – wersja systemu operacyjnego z rodziny OS X firmy Apple dla komputerów typu Macintosh. Nazwa kodowa El Capitan nawiązuje do formacji skalnej w dolinie Yosemite. Firma Apple kontynuuje nadawanie nazw OS X od najpiękniejszych miejsc w Kalifornii. Został on zaprezentowany wraz z iOS 9 na konferencji World Wide Developer Conference (w skrócie WWDC) 8 czerwca 2015. Oprogramowanie dostępne jest od 30 września 2015 jako darmowa aktualizacja w Mac App Store.